# Алкантара (Португалія)
Алкантара (порт. Alcântara; МФА: [aɫ.ˈkɐ̃.tɐ.ɾɐ]) — парафія в Португалії, у муніципалітеті Лісабон. Розташована в західній частині країни, на теренах історичної португальської провінції Ештремадура. Входить до складу округу Лісабон. За адміністративним поділом, чинним до 1976 року, терени парафії були складовою провінції Ештремадура. Належить до Лісабонського патріархату Католицької церкви. Патрон — святий Петро. Площа — 4,4376 км². Населення — 13943 ос. (2011). Сильно урбанізований регіон. Густота населення — 3142,01 осіб/км²
. Код — 110602.

## Географія

Райони Лісабона
Зони Лісабона
Алкантара

## Населення
| Кількість мешканців | Кількість мешканців | Кількість мешканців | Кількість мешканців | Кількість мешканців | Кількість мешканців | Кількість мешканців | Кількість мешканців | Кількість мешканців | Кількість мешканців | Кількість мешканців | Кількість мешканців | Кількість мешканців | Кількість мешканців | Кількість мешканців |
| ------------------- | ------------------- | ------------------- | ------------------- | ------------------- | ------------------- | ------------------- | ------------------- | ------------------- | ------------------- | ------------------- | ------------------- | ------------------- | ------------------- | ------------------- |
| 1864                | 1878                | 1890                | 1900                | 1911                | 1920                | 1930                | 1940                | 1950                | 1960                | 1970                | 1981                | 1991                | 2001                | 2011                |
| 8 287               | 10 728              | 17 909              | 22 725              | 26 396              | 27 709              | 33 460              | 33 747              | 34 161              | 30 625              | 24 835              | 22 697              | 18 510              | 14 443              | 13 943              |

## Пам'ятки
Через долину Алкантара проходить найпримітніша частина Акведука Вільних Вод.